# Dornier Do J
Dornier Do J é um hidroavião alemão, desenvolvido pela Dornier e que foi fabricado na Itália pela "S.A.I di Construzioni Mecchaniche i Marina di Pisa". Trezentas unidades foram construídas. 

## Operadores
Argentina
- Argentine Naval Aviation

 Brasil
- Varig
- Syndicato Condor

 Chile
 Colômbia
- SCADTA
- Colombian Air Force

 Dinamarca
 Alemanha
- Condor Syndikat

 Reino da Sardenha
 Japão
 Países Baixos
- Dutch Naval Aviation Service

 Noruega
 Portugal
 União Soviética
 Espanha
 Suíça 
 Reino Unido
 Iugoslávia